# VARA gezinsencyclopedie
De VARA gezinsencyclopedie was een algemene encyclopedie van de VARA in de serie VARA-boek, geproduceerd door uitgeverij Unieboek te Bussum. Deze encyclopedie werd in 1977 uitgebracht en was gebaseerd op de reeds bestaande Encyclopedie voor iedereen.. 
Doel van deze encyclopedie was om een toegankelijke encyclopedie beschikbaar te maken voor radioluisteraars en televisiekijkers, zodat onderwerpen in uitzendingen konden worden nagelezen en er op hoofdzaken beknopte informatie over kon worden teruggevonden.
Er waren voor die tijd ongebruikelijke trefwoorden toegevoegd op alledaags gebied, die in andere encyclopedieën niet voorkwamen. Ook werden voor het eerst populaire artiesten in een encyclopedie opgenomen, zoals de sneldichter Willy Alfredo. Daarnaast werden er, in afwijking van het gebruik bij eendelige encyclopedieën, ook bedrijven opgenomen met enkele kerncijfers. Eveneens werden er voor het eerst in een algemene encyclopedie, werken van kunst en literatuur op titel opgenomen, inclusief films. Bovendien bevatten de meeste beschrijvingen een verwijzing naar een ander trefwoord, zodat de lezer kon blijven doorlezen.
Het gemiddelde artikel bevatte 40 woorden, in totaal waren er 30.000 trefwoorden.
De uitgave heeft een bruinkunstlederen omslag met goudkleurige opdruk. Het boek verscheen in gebonden vorm op ongeveer A4-formaat, bevat 560 pagina's met fullcolourafbeeldingen en beknopte op alfabet gerangschikte lemmata.
Het boek kon eind jaren 70 door VARA-leden met korting worden aangeschaft. In VARA's Koning Klant werd enige tijd regelmatig de spot gedreven met de kortheid van de artikelen.

## Boekgegevens
VARA gezinsencyclopedie, druk en bindwerk door Graficas Estella, Estella, Spanje, uitgever Unieboek Bussum, ISBN 90 228 9009 0